# Guilielmus Xylander

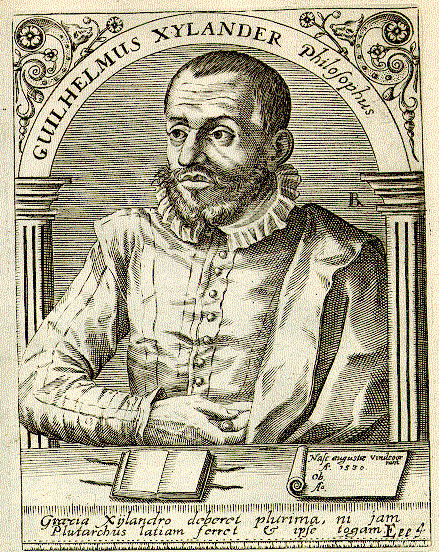
Su grabado en Bibliotheca chalcographica

Guilielmus Xylander (traducción al latín de su nombre, Wilhelm Holtzman, literalmente «Guillermo el hombre de madera») (26 de diciembre de 1532 - 10 de febrero de 1576) fue un filólogo clásico alemán. 
Nacido en Augsburgo, estudió en Tubinga, y en 1558, en un momento en que pasaba apuros económicos (debido, según algunos, a sus hábitos inmoderados) fue elegido para suceder a Micyllus en el departamento de Griego de la Universidad de Heidelberg. En 1562, cambió su plaza por una cátedra de lógica (publicus organi Aristotelii interpres).
Xylander escribió varias obras importantes, entre ellas traducciones al latín de Dión Casio (1558), Plutarco (1560-70) y Estrabón (1571). También editó el léxico geográfico de Esteban de Bizancio (1568); el libro de viajes de Pausanias (completado tras la muerte de Xylander por Friedrich Sylburg, 1583); las Meditaciones de Marco Aurelio (editio princeps en 1558, a partir de un manuscrito de Heidelberg, hoy perdido; segunda edición en 1568, con la adición del mitógrafo Antonino Liberal y los paradoxógrafos Flegón de Tralles, Apolonio y Antígono de Caristo); y la crónica de Jorge Cedreno (1566). Tradujo al alemán los seis primeros libros de Euclides, en edición anotada y la Aritmética de Diofanto. Tradujo también al latín una obra matemática de Miguel Psello, el De quattuor mathematicis scientiis. 